# عبد الحميد باشا القلطقجي
عبد الحميد باشا القلطقجي (1875-1925) ضابط سوري من دمشق، خَدم في الجيش العثماني وكان أول وزير حربية في سورية من 9 آذار إلى 3 أيار 1920. كما كان حاكماً عسكرياً على مدينة حلب في مطلع عهد الملك فيصل الأول ونائباً في المجلس التمثيلي أيام دولة الاتحاد السوري.

## البداية
ولِد عبد الحميد القلطقجي في دمشق ودَرَس في الكلية الحربية في إسطنبول. كان جده عرابي آغا القلطقجي أحد أعيان الشام الذي شاركوا في ثورة على الوالي العثماني سليم باشا عندما حاول فرض ضريبة جديدة على أهالي المدينة سنة 1831. بعد تخرجه من المدرسة الحربية، إنتسب القلطقجي إلى الجيش العثماني ووصل إلى رتبة أمير لواء ونال لقب «الباشا» عسكرياً. إنضم بالسر إلى الجمعية العربية الفتاة التي ظهرت في فرنسا قبل الحرب العالمية الأولى، وكانت تطالب بتوسيع مشاركة العرب العربية في الدولة العثمانية، قبل أن تتحول مطالبها إلى إسقاط الحكم العثماني في الولايات العربية. وتعاون مع الشريف حسين بن علي، الذي أطلق الثورة العربية الكبرى ضد الدولة العثمانية عام 1916 وشارك في تهريب السلاح والمقاتلين إلى الصحراء العربية. تم اعتقاله في سجن خان باشا في دمشق مع عدد من الوطنيين مثل فارس الخوري وشكري القوتلي، وتعرض لتعذيب شديد للكشف عن أسماء رفاقه في الحركة الوطنية ولكنه رفض ذلك وظّل مسجوناً حتى نهاية الحرب.

## حاكماً عسكرياً على حلب
بايع عبد الحميد القلطقجي الأمير فيصل بن الحسين حاكماً عربياً على سورية في 3 تشرين الأول 1918، وإنضم إلى الجيش العربي الذي أُسس في المدينة بعد انسحاب القوات العثمانية. عينه فيصل حاكماً عسكرياً على مدينة حلب، خلفاً للجنرال العراقي جعفر باشا العسكري. في تقرير من الخارجية البريطانية عن تلك القترة، وصِف القلطقجي بأنه «حاد الذكاء ولكن ضعيف الشخصية وغير قادر على إتخاذ القرارات المصيرية.» وفي 10 كانون الأول 1919، عُين وكيلاً للحاكم العسكري في دمشق، الفريق علي رضا الركابي، ولكنه لم يستمر في هذا المنصب إلا أيام معدودة فقط.

## وزيراً للحربية
شارك عبد الحميد القلطقجي في مراسيم تتويج الأمير فيصل ملكاً على البلاد يوم 8 أذار 1920 وبعدها بيوم واحد عُين وزيراً للحربية في حكومة علي رضا الركابي. وبذلك بعتبر القلطقجي أول وزير دفاع في تاريخ سورية، لأن المنصب لم يكن موجوداً قبل ذلك التاريخ، حيث كان الركابي نفسه يُشرف على شؤون الدفاع، بصفته رئيساً لحكومة المديرين وحاكماً عسكرياً على البلاد. عَمَل القلقطقجي مع رئيس الأركان ياسين باشا الهاشمي على إنشاء الجيش السوري وتعريب كافة رتبه العسكرية، ولكنه سُرّح من منصبه بعد أقل من شهرين، عندما تم تشكيل حكومة حرب لمواجهة الزحف الفرنسي تجاه مدينة دمشق، والتي ذهبت حقيبة الحربية فيها لضابط يوسف العظمة.

## إبعاده عن معركة ميسلون
كان القلطقجي معارضاً لقرار دخول الحرب مع فرنسا، خوفاً على الجيش السوري من الهلاك. وبذلك، تم استبعاده من المجلس العسكري الذي شُكل في دمشق للإشراف على معركة ميسلون يوم 24 تموز 1920، التي سقط فيها يوسف العظمة شهيداً وخُلع من بعدها الملك فيصل عن عرش الشام، ليتم استبدال عهده الفصير بنظام الانتداب الفرنسي الذي دام حتى سنة 1946.

## نائباً على دمشق
قسمت سورية في عهد الانتداب إلى دويلات، وشُكل مجلس تمثيليل لكل دويلة، إنتخب فيه عبد الحميد قلطقجي نائباً عن دمشق في مجلسها المحلي، الذي ذهبت رئاسته لبديع مؤيد العظم، رئيس مجلس الشورى في عهد الملك فيصل.

## سنوات التقاعد والوفاة
وفي سنواته الأخيرة، إعتزل القلطقجي العمل السياسي والعسكري ورفض التعاون من سلطة الانتداب، فقام بفتح دكاناً للبيع في طريق الصالحية لكي يعيش من عائداته، بالرغم من أنه باشا وأمير لواء سابق في الجيش التركي. كان الدكان ملكاً لوالد نزيهة الحمصي، زوجة أكرم الحوراني، التي قالت في مذكراتها: «وكثيراً ما كنت أشتري منه بقرش أو قرشين ما يحب الأطفال عادة شراءه.»  توفي عبد الحميد القلطقجي في مطلع العام 1925 وأُجريت انتخابات تكميلية لملئ مقدعه الشاغر في مجلس دمشق النيابي، الذي ذهب للوجيه أحمد مختار بك الشريف.

## الأولاد
إشتهر أحد أبنائه صلاح القلطقجي في العراق، الذي دَرَس الصيدلة في الهند وكان يُدير الصيدلية السلطانية في البصرة، وهي أول صيدلية حديثة في بلاد الرافدين، كانت مُلكاً لوالد زوجته، الصيدلاني العراقي عزيز اجزاجي.